# Alfred Lecerf
Pour les articles homonymes, voir Lecerf.
Alfred Lecerf, né le 4 octobre 1948 à Eupen et mort le 7 février 2019 dans la même ville, est un homme politique belge germanophone, membre du Christlich Soziale Partei.

## Fonctions politiques
- 1976- : conseiller communal à Lontzen
- 1978- : membre du parlement germanophone
- 1994-2018[2] : bourgmestre de Lontzen